# Cristina Neagu
Cristina Georgiana Neagu (* 26. August 1988 in Bukarest) ist eine ehemalige rumänische Handballspielerin. Sie wurde von der Internationalen Handballföderation vierfach als Welthandballerin (2010, 2015, 2016 und 2018) ausgezeichnet.

## Karriere

### Verein
Cristina Neagu spielte in Rumänien bei CSS 5 Bucureşti, Rulmentul Brașov und ab 2009 bei CS Oltchim Râmnicu Vâlcea, mit dem sie 2010 die die Meisterschaft gewann und das Finale der EHF Champions League 2010 erreichte, wo man dem dänischen Verein Viborg HK unterlag. Anfang 2011 wurde sie zur Welthandballerin des Jahres 2010 gewählt. Im selben Jahr verletzte sich die 1,80 Meter große Rückraumspielerin so schwer an der Schulter, dass sie erst 605 Tage später, im Oktober 2012, wieder spielen konnte. Im Januar 2013 zog sie sich dann einen Kreuzbandriss zu. Nachdem sie Vâlcea am Ende der Saison 2012/13 aufgrund finanzieller Probleme des Vereins verlassen musste, schloss sie sich dem montenegrinischen Erstligisten ŽRK Budućnost Podgorica an. Mit Budućnost Podgorica gewann sie 2014, 2015, 2016 und 2017 die Meisterschaft sowie den montenegrinischen Pokal. 2015 gewann sie mit ŽRK Budućnost Podgorica die EHF Champions League. Anschließend wurde sie zur Welthandballerin des Jahres 2015 gewählt. Ab der Saison 2017/18 stand sie beim rumänischen Verein CSM Bukarest unter Vertrag. Nach der Saison 2024/25 beendete sie ihre Karriere.

### Nationalmannschaft
Ihr erstes großes Turnier im Aufgebot der rumänischen Nationalmannschaft war die Weltmeisterschaft 2007. Mit der Nationalmannschaft nahm Neagu an den Olympischen Spielen 2008 in Peking teil und gewann bei der Europameisterschaft 2010 in Dänemark und Norwegen, bei der sie mit 53 Treffern Torschützenkönigin wurde, die Bronzemedaille. Bei der Weltmeisterschaft 2013 war sie mit 29 Treffern, davon acht per Siebenmeter, erfolgreichste rumänische Werferin. Bei der Europameisterschaft 2014 wurde sie in das All-Star-Team des Turniers gewählt. Bei der Weltmeisterschaft 2015 wurde sie mit Rumänien Dritte. Außerdem war Neagu beste Torschützin des Turniers. Weiterhin gehörte sie dem rumänischen Aufgebot für die Olympischen Spiele in Rio de Janeiro an. Bei der Europameisterschaft 2018, bei den sie mit Rumänien den vierten Platz belegte, zog sie sich im letzten Hauptrundenspiel eine schwere Knieverletzung zu. Obwohl Neagu anschließend nicht eingesetzt werden konnte, belegte sie mit 44 Treffern den dritten Platz in der Torschützenliste.
Bei der Europameisterschaft 2022 übertraf sie im Spiel gegen Montenegro den bis dato von Guðjón Valur Sigurðsson gehaltenen Torerekord (288 Tore) bei Europameisterschaften und wurde ins All-Star-Team gewählt.

## Erfolge

### Nationalmannschaft
- U-17-Vize-Europameisterin: 2005
- 3. Platz U-18-Weltmeisterschaft: 2006
- 3. Platz U-19-Europameisterschaft: 2007
- 3. Platz EM 2010
- 3. Platz WM 2015
- 4. Platz WM 2007
- 4. Platz EM 2018
- 5. Platz EM 2008, 2016

### Verein
- Rulmentul Brașov
  - Rumänische Vizemeisterin: 2007, 2008
  - Rumänischer Vizepokalsieger: 2007
  - Europapokal-der-Pokalsieger-Finalistin: 2008
- Oltchim Râmnicu Vâlcea
  - Rumänische Meisterin: 2010, 2011, 2012, 2013
  - Rumänische Pokalsiegerin: 2011
  - Champions-League-Finalistin: 2010
- Budućnost Podgorica
  - Montenegrinische Meisterin: 2014, 2015, 2016, 2017
  - Montenegrinische Pokalsiegerin: 2014, 2015, 2016, 2017
  - Champions-League-Siegerin: 2015
  - Champions-League-Finalistin: 2014
- CSM Bukarest
  - Rumänische Meisterin: 2018, 2021, 2023, 2024, 2025
  - Rumänische Pokalsiegerin: 2018, 2019, 2022, 2023, 2024, 2025
- Auszeichnungen
  - MVP der Jugend-EM 2005 und WM 2006
  - IHF Rookie of the Year: 2009
  - Torschützenkönigin der EM 2010 und WM 2015
  - Torschützenkönigin der Champions-League: 2015, 2018
  - Welthandballerin des Jahres 2010, 2015, 2016, 2018
  - MVP der WM 2015
  - All-Star Team der EM 2010, 2014, 2016 und WM 2015
  - All-Star Team der Champions-League: 2015, 2016, 2017, 2018
  - Rumäniens Handballerin des Jahres: 2009, 2010, 2015, 2016, 2017, 2018